# Gen Sekiguchi
Pour les articles homonymes, voir Sekiguchi.
Gen Sekiguchi (関口 現, Sekiguchi Gen), né le 10 février 1968 dans la préfecture de Saitama, est un réalisateur japonais.

## Biographie
Gen Sekiguchi est connu pour son long métrage Survive Style 5+. 
Il a été réalisateur publicitaire pour des sociétés japonaises telles que Acom, la East Japan Railway Company, Suntory, Dai-Ichi Kangyo Bank, Wowow et Kirin. Il réalisa également des clips musicaux pour les groupes Polysics et Supercar.

## Filmographie

### Long métrage
- 2004 : Survive Style 5+

### Courts métrages
- 2000 : Worst Contact
- 2001 : Bus Panic!!!

## Distinctions
- Festival international du film de Busan 2004 :
  - Lauréat du prix de l'audience pour Survive Style 5+
  - Nommé pour le prix « New Currents » pour Survive Style 5+
- FanTasia 2005 :
  - Lauréat du prix du meilleur réalisateur